# Karl Ferdinand Haltaus
Karl Ferdinand Haltaus oder Carl Haltaus (* 1. November 1811 in Großengottern; † 31. Juli 1848 in Wurzen) war ein deutscher Historiker und Dichter.

## Leben
Ab 1832 studierte er an der Universität Leipzig. 1835 wurde er Lehrer für Geschichte an der Thomasschule zu Leipzig.

## Werke
- Theuerdank, 1836
- Aus dem Liederbuch der Clara Hätzlerin (a. d. Handschriften des böhmischen Museums zu Prag), Quedlinburg/Leipzig 1840
- Album deutscher Schriftsteller, 1840
- Geschichte Roms vom Anfange des ersten punischen Krieges bis zum Ende des punischen Söldnerkrieges, 1846
- Geschichte des Kaisers Maximilian I., 1850